# Iglesia de Santa María de las Blanquernas

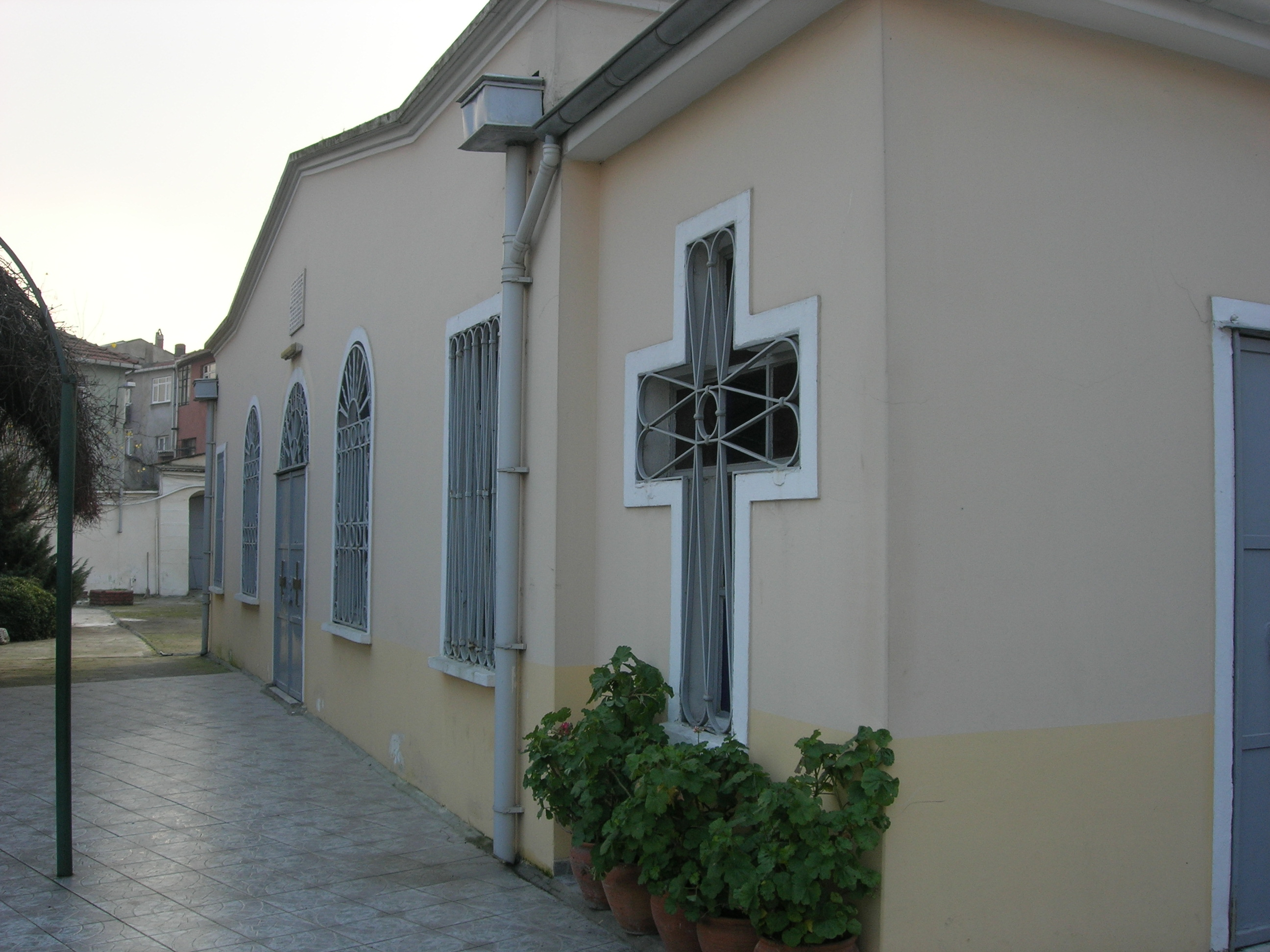
Fachada norte de la actual iglesia de Santa María de las Blanquernas.

La iglesia de Santa María de las Blanquernas (en griego: Θεοτόκος των Βλαχερνών, en turco: Meryem Ana Kilisesi) es una iglesia ortodoxa situada en la ciudad de Estambul (Turquía). Es un pequeño edificio construido en 1867 en el lugar de un primitivo templo del siglo V que, hasta su destrucción en 1434, fue uno de los santuarios más importantes de la ortodoxia griega. 

## Ubicación
La iglesia se encuentra en Estambul, en el distrito de Fatih, en el barrio de Ayvansaray, junto Mustafa Paşa Bostanı Sokak. Se encuentra a unos cientos de metros dentro de la ciudad amurallada, a corta distancia de la orilla del Cuerno de Oro. El edificio está protegido por un alto muro, y precedido por un jardín. 

## Historia

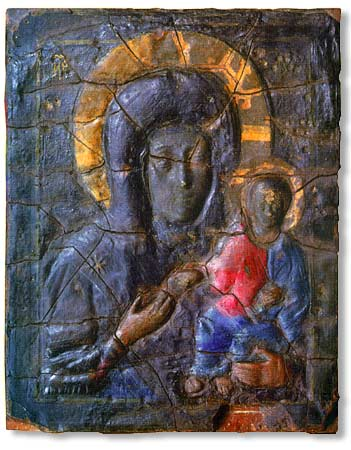
Réplica del icono de la Blachernitissa que proviene de la Catedral de la Dormición de Moscú, y que actualmente se encuentra en la Galería Tretiakov de la misma ciudad.

En el año 450, la emperatriz Aelia Pulqueria comenzó a construir una iglesia cerca de una fuente de agua bendita (en griego: Hagiasma) situada fuera de las murallas de Teodosio II, a los pies de la sexta colina de Constantinopla. Después de su muerte en el año 453, el santuario fue completado por su esposo, el emperador Marciano.
El emperador León I erigió cerca de los otros dos edificios de la iglesia: una parekklesion, llamado Hagia Soros ("relicario sagrado"), ya que fue sede del santo manto y túnica de la Virgen María, traídas ambas de Palestina en 473, y la Hagion Lousma ("baño sagrado"), edificio que encierra la fuente. 
La importancia asumida por todo el complejo animó a los emperadores a alojarse en los alrededores y para construir allí el núcleo de lo que en siglos posteriores se convertiría en el Palacio de Blanquerna. Durante el primer cuarto del siglo VI, los emperadores Justino I y Justiniano I restauraron y ampliaron la iglesia.
Santa María de las Blanquernas acogió un famoso icono de la Virgen (llamada Blachernitissa), que le dio nombre a la iglesia. Fue pintado en madera y revestido con oro y plata. Este icono y las reliquias de la Virgen se encontraban en el parekklesion y fueron considerados por la mayoría de los bizantinos como talismanes poderosos para las guerras y los desastres naturales. 
El 15 de agosto de 944, la iglesia recibió otros dos objetos importantes: la carta escrita por el rey Abgar V de Edesa a Jesús y el Mandylion (esta última reliquia se ha identificado con la Sábana Santa de Turín). En 1203, un cruzado llamado Robert de Clari asegura haber visto en la iglesia una tela con la imagen de Jesús: «Donde estaba el sudario en el que nuestro Señor fue envuelto, y que cada viernes se alzaba bien alto para que uno pudiera ver en él la figura de nuestro Señor». Ambas reliquias fueron luego trasladadas a la iglesia de la Virgen del Faro. 
Después de la invasión latina de 1204, la iglesia fue ocupada por el clero católico y bajo la supervisión directa de la Santa Sede. Ya antes del final del Imperio Latino, Juan III Ducas Vatatzés entregó la iglesia y muchos monasterios al clero ortodoxo a cambio de dinero.
El 29 de junio de 1434, unos niños nobles que estaban cazando palomas en el tejado de la iglesia provocaron accidentalmente un incendio, que destruyó todo el complejo y el barrio circundante. El área fue abandonada en gran parte durante el período otomano. En 1867, el gremio de los peleteros ortodoxos compró la parcela alrededor de la sagrada fuente, y construyó allí una pequeña iglesia, la actual.
En 2014, integrantes del Centro Español de Sindonología con sede en la ciudad de Valencia, donaron a la iglesia de Santa María de las Blanquernas una reproducción exacta de la Sábana Santa de Turín y del relicario que la albergaba, tal y como llegó a Constantinopla, en el año 944.